# Prochilodus jaraqui
Prochilodus jaraqui és una espècie de peix de la família dels proquilodòntids i de l'ordre dels caraciformes.